# 8849 Brighton
För andra betydelser, se Brighton (olika betydelser).
8849 Brighton eller 1990 VZ4 är en asteroid i huvudbältet som upptäcktes den 15 november 1990 av den belgiske astronomen Eric W. Elst vid La Silla-observatoriet. Den är uppkallad efter den brittiska staden Brighton.